# René Clair
René Clair (11. listopadu 1898 Paříž – 15. března 1981 Neuilly-sur-Seine) byl francouzský filmový režisér a spisovatel, člen Francouzské akademie.

## Život a dílo
Narodil se jako René Lucien Chomette v rodině výrobce mýdla a dětství strávil v centru kolem tržnice v Les Halles. Studoval na Lycée Montaigne a na Lycée Louis-le-Grand a roku 1917 byl odveden k armádě. Po válce začínal jako filmový a divadelní novinář a hrál v několika filmech už pod pseudonymem René Clair. V letech 1922-1924 napsal scénář a režíroval film „Paříž spí“ (Paris qui dort) a pro přestávku v baletu Relache v Théâtre des Champs-Élysées natočil dadaistický krátký film „Přestávka“, který ho proslavil. Roku 1929 napsal scénář k filmu „Soutěž krásy“ (Le prix de beauté) a roku 1930 získal filmem „Pod střechami Paříže“ (Sous les toits de Paris) mezinárodní uznání.
Následovaly úspěšné filmy „Milion“ a „Ať žije svoboda" (A nous la liberté, 1931), satiru na moderní průmyslovou výrobu, za niž získal diváckou cenu v Benátkách. Když Charlie Chaplin natočil roku 1936 „Moderní dobu“, chtěl ho Clairův německý producent žalovat pro plagiát, ale Clair to odmítl. Roku 1934 přijal pozvání do Londýna, kde natočil „Strašidlo jde na západ“ (The Ghost goes west, 1935), ale po neúspěchu dalšího filmu se 1938 vrátil do Francie. Práci na dalším filmu přerušila válka a Clair s rodinou uprchl přes Španělsko do New Yorku a do Hollywoodu, kde natočil čtyři filmy, mezi nimi „Krásná čarodějka“ (I married a witch, 1942) a „Stalo se zítra“ (1943).
Po válce ve Francii natočil své nejslavnější filmy: „Mlčeti zlato“ (1947), faustovský příběh „Ďáblova krása“ (1949), „Krásky noci“ (1952, cena FIPRESCI v Benátkách) a „Velké manévry“ (1955), za něž získal Cenu Louise Delluca. Roku 1956 dostal čestný doktorát univerzity v Cambridge a 1960 byl jako první filmař zvolen členem Francouzské akademie. V dalších letech natočil vedle krátkých filmů ještě „Všechno zlato světa“ (1961) a „Galantní slavnosti“ (1965), roku 1967 dostal čestný doktorát Royal College of Art v Londýně. Byl také důstojníkem Řádu čestné legie a dostal další vysoká vyznamenání. V posledních letech působil jako operní režisér a spisovatel.
Od roku 1994 uděluje Francouzská akademie významným filmařům "za celoživotní dílo" Cenu René Claira.

## Filmová tvorba
Počátky jeho filmové tvorby jsou spojeny s němým filmem. Jeho první film z roku 1923 - poetická imprese Paříž spí – byl jedním z prvních děl tzv. francouzské avantgardy, určený pro běžného diváka. Do filmu se promítají hlavní Clairovy záliby: francouzské divadlo, vaudeville, veselohra a hlavně město Paříž. Velký úspěch mu přinesl Slaměný klobouk, komediální fraška podle námětu Eugena Labiche.
René Clair byl zpočátku rezervovaný k nástupu zvukového filmu. Obával se, že film bude jen prostým záznamem divadelního představení. V roce 1929 však přistoupil na návrh německé filmy Tobis, která měla evropský patent na zvukovou aparaturu, aby natočil zvukový film. Proslulý film Pod střechami Paříže s prostým milostným příběhem odehrávajícím se na pařížském předměstí je proložen melodiemi a písničkami. Ve filmu dokázal, že obraz a zvuk se mohou nejen doplňovat, ale také vzájemně nahrazovat. Tento první umělecký zvukový film měl úspěch nejprve v zahraničí, až potom byl přijat i v Paříži. 
Ve zdokonalování zvukové techniky pokračoval Clair v dalších filmech z tohoto období: Milión (1931), Ať žije svoboda (1932), Paříž miluje a jásá (1932). Stal se jedním z tvůrců filmové hudební veselohry. Ve filmech uplatnil řadu objevů a nápadů a vytvořil svůj vlastní specifický styl. Termín „clairismus“ měl označovat hudební film-operetu inspirovaný životem prostých lidí: směs fantazie, zamilované romance a sociální satiry, která se vyznačovala šarmem, radostí a jemně ironickým vtipem. Upustil od zásady zvukové synchronizace a začal používat ve filmu originální typ zvukového vtipu – zvukovou metaforu, kdy filmovou scénu doprovází zvuk pořízený při zcela jiné situaci. Například ve filmu Milión se na pozadí zvuků z ragbyového zápasu odehrává potyčka dvou mužů za kulisami divadla. K vytvoření atmosféry filmu začal využívat „hudební masu“ jako souhrn různých zvuků vytvářejících pozadí jednotlivých scén. Převážně byla charakterizována motivem písniček, které v jeho filmech hrály významnou roli. 
Během emigrace v období 2. světové války vytvořil Clair v Hollywoodu řadu filmů různé umělecké úrovně, které byly mnohdy kompromisem mezi jeho stylem a požadavky amerických producentů. Mezi nejzdařilejší patří Krásná čarodějka (1942) a Stalo se zítra (1943).
Po válce se Clair vrátil do Francie a natočil další filmy, které nesou charakteristické rysy jeho předválečné tvorby. Nejznámější jsou Mlčeti zlato (1947) s Mauricem Chevalierem , Ďáblova krása (1949), Krásky noci (1952) a jeho první barevný film Velké manévry (1955). Aktivní filmovou kariéru ukončil v roce 1965 filmem Galantní slavnosti.

## Česky vyšlo
Clairovy filmy byly mezi prvními západními filmy, které se v Československu po roce 1948 promítaly a „Krásky noci“, „Ďáblova krása“ i „Velké manévry“ zde měly veliký úspěch. Hlavní roli v nich hrál jeho blízký přítel a jeden z nejslavnějších francouzských herců Gérard Philipe. Z jeho spisů vyšlo v češtině :
- Comics. Praha: SNDK 1967
- Hazardy a náhody. Praha: Melantrich 1986
- Po zralé úvaze. Praha: Orbis 1954